# Wosret
Wosret, auch Useret oder Usret. In mancher Literatur wird sie (fälschlicherweise) mit Waset gleichgesetzt. Ihr Name bedeutet „Die Mächtige“, „Die Starke“.

## Bedeutung
Wosret wurde im Mittleren Reich in Theben als Schützerin des jugendlichen Horus verehrt und gilt deshalb als die ägyptische Schutzgöttin der Jugend. Sie gilt als eine Vorläuferin der Göttinnen Mut (als Gattin des Amun) oder der Hathor. Der altägyptische Name einiger Pharaonen lautete Se-en-useret („Mann der Useret“), in der griechischen Übersetzung Sesostris (siehe Sesostris I.).
Die Göttin ist bis in die griechisch-römische Zeit belegt. Zumeist als Beiname für die verschiedensten weiblichen Göttinnen.

## Darstellung
Ikonographisch wird sie als bewaffnete Katzengöttin mit zwei Messern, oder auch als löwenköpfige Schlange dargestellt.